# Mansión de Vecsaliena
La Mansión de Vecsaliena (en letón: Vecsalienas muižas pils), también llamada Mansión de Červonka (en polaco: Czerwony dwór) debido a su construcción de ladrillo rojo, es una casa señorial en Červonka, parroquia de Vecsaliena, municipio de Daugavpils en la región de Selonia de Letonia. La estructura de estilo neogótico fue construida en 1870.
La mansión de Vecsaliena ha sobrevivido a todas las revoluciones y guerras del siglo XX intacta. Hasta la reforma agraria de 1920 la mansión era propiedad de la familia von Hahn. Después de la reforma la mayor parte de las tierras fueron nacionalizadas pero el último propietario de la finca, el barón Herbert Heinrich von Hahn, mantuvo el edificio de la mansión y 50 hectáreas de tierra. Sin embargo, pronto vendió el edificio de la mansión y partió para Alemania. El edificio fue usado como escuela vocacional. En 1950 los interiores del edificio fueron reconstruidos y como resultado la mayoría de las decoraciones de estuco y los plafones del techo se perdieron. Una escuela fue localizada en el edificio de la mansión hasta 1970 cuando fue cerrada y el edificio fue usado como administración del koljós local y biblioteca. En 1985 el edificio fue de nuevo reconstruido. En la actualidad es propiedad del municipio local y alberga la administración de la parroquia de Vecsaliena.